# Labdaciden
Labdaciden noemt men in de Griekse mythologie het Thebaanse koningshuis, gesticht door Kadmos' kleinzoon Labdacus. De bekendste vertegenwoordigers van deze dynastie zijn Laios en zijn zoon Oedipus.

## De jeugd van Laios
Laios was nog een baby toen zijn vader, koning Labdacus van Thebe, tijdens een machtsgreep werd onttroond en gedood door zijn broer. Zijn eigen leven werd wel gespaard, maar hij moest Thebe verlaten. Hij werd gastvrij opgevangen in het gezin van koning Pelops te Pisa. Daar raakte hij bevriend met, en even later hartstochtelijk verliefd op een jongere zoon van Pelops, Chrysippus genaamd, aan wie hij de kunst van het wagenmennen leerde. Beide jongens konden uitstekend met paarden overweg en behaalden als duo verschillende overwinningen.
Na een tijd kreeg Laios bericht dat hij in eer hersteld was en naar Thebe mocht terugkeren om zijn rechtmatige plaats op de koningstroon in te nemen. Chrysippus voelde er echter weinig voor om zijn minnaar te volgen. Daarom haalde Laios de jongen weg van de Nemeïsche Spelen en ontvoerde hem naar Thebe. Pelops vervloekte de minnaar van zijn zoon en wenste hem toe dat hij op zijn beurt ook eenmaal zou lijden omwille van zijn eigen zoon, als hij die ooit zou krijgen. 
Van wat volgt zijn er twee versies. Volgens de ene versie sloeg Chrysippus uit wroeging en schaamte de hand aan zichzelf. Een meer romantische versie vertelt dat Pelops' zonen Atreus en Thyestes, samen met hun moeder Hippodameia, de vluchtende minnaars achterna reisden. Hippodameia zette haar zonen aan Laios te doden, maar toen zij uit schroom weigerden een gewezen gastvriend van hun vader te doden  - gastvriendschap was immers heilig bij de Grieken! - sloop zij 's nachts zelf de slaapkamer van Laios binnen, greep zijn zwaard en sloeg toe. Te laat merkte zij echter dat zij niet Laios maar Chrysippus had vermoord. Pelops wilde Laios niet erger straffen, omdat hij besefte dat deze uiteindelijk uit verliefdheid had gehandeld. Maar de eerdere vervloeking kon hij niet ongedaan maken.

## Laios, koning van Thebe
Laios werd dus koning van Thebe. Ook al viel hij eigenlijk meer op jongens, toch trad hij in het huwelijk met de adellijke Iocaste, om zijn dynastieke plichten te kunnen volbrengen. Zijn huwelijk bleef echter geruime tijd kinderloos. Daarom besloot hij stiekem het orakel van Delphi te raadplegen over de reden van zijn probleem. Hij kreeg de raad dit schijnbare ongeluk voortaan maar beter als een zegen te beschouwen, want áls hij ooit een zoon zou krijgen, was dit kind voorbestemd om zijn vader te doden en gemeenschap te hebben met zijn eigen moeder. Daarom weigerde Laios nog langer het bed te delen met Iocaste. Maar deze "ongeïnteresseerde" houding van haar echtgenoot zat Iocaste zo dwars dat zij hem op zekere nacht dronken voerde om hem in haar bed te lokken. Zij raakte zwanger en bracht een zoon ter wereld. Uit angst voor de vervulling van het orakel besloten Laios en Iocaste zich van de ongewenste baby te ontdoen. Zij gaven hem mee aan een herdersjongen, die hem in het Cithaeron-gebergte moest achterlaten.
De herder kon het echter niet over zijn hart krijgen het hulpeloze jongetje aan zijn lot over te laten. Gelukkig ontmoette hij een Korinthische "vakgenoot" die in de buurt zijn kudde liet grazen. Hij vroeg hem of hij de baby niet van hem wilde overnemen. De jongeman aanvaardde onmiddellijk: hij dacht aan zijn meester, koning Polybus van Korinthe, die geen zoon had en er graag een wou. Het kinderloze koningspaar was blij verrast met de kleine vondeling, die zij onmiddellijk adopteerden. Zij noemden hem Oedipus (Οιδιπους) - dat betekent zwelvoet, want Laios had de voetjes van het kind samengebonden vóór hij hem aan de herder gaf - en voedden hem op alsof hij hun eigen zoon was. Niemand mocht echter de kleine Oedipus het geheim van zijn ware afkomst vertellen. Hij groeide voorspoedig op tot een knappe en intelligente jongeman. Als zoon van de koning zag iedereen in Oedipus de toekomstige troonopvolger van Korinthe. Ook al fluisterden boze tongen dat hij niet echt was wie hij dacht te zijn?

## Oedipus ontmoet zijn lotsbestemming
Op een dag kreeg de jonge prins het aan de stok met een leeftijdgenoot, die tijdens de driftige woordenwisseling een vage allusie maakte op Oedipus' afkomst. Ongerust over het voorval vroeg Oedipus zijn vermeende vader om een opheldering, maar deze bestempelde het als onzin, geïnspireerd door jaloezie. Toch bleef de onrust knagen, en Oedipus besloot stiekem naar Delphi te trekken om het orakel te raadplegen over zijn afkomst. Het antwoord klonk even hard als onbegrijpelijk: Gij zult uw vader doden, degene die met zijn eigen moeder is getrouwd. Hevig geschrokken van deze boodschap, vergat Oedipus waarvoor hij eigenlijk gekomen was. Om zichzelf en zijn vermeende ouders dit gruwelijke lot te besparen, besloot hij nooit meer naar Korinthe terug te keren, en vluchtte vanuit Delphi weg, helemaal de andere kant op, in de richting van Thebe in Boeotië.
Nu had koning Laios zich intussen toevallig vanuit Thebe op weg begeven om het orakel in Delphi te gaan raadplegen over de toekomst van zijn koningschap, vermits hij nog steeds geen troonopvolger had. Tot overmaat van ramp werd de omgeving van Thebe geteisterd door een bloeddorstig wezen, de mysterieuze sfinx, waar niemand raad mee wist. Onderweg, ter hoogte van een kruispunt, raakte Laios betrokken bij een antiek soort verkeersagressie: een zelfzekere en koppige jongeman weigerde voorrang te verlenen aan de koninklijke reiswagen. Het geval bleef niet beperkt tot wederzijdse scheldpartijen: er vielen een paar rake klappen, en daarbij kwam de oude koning kwalijk ten val en overleed. De bediende van Laios, die hem op reis vergezelde, deed niet de minste moeite om zijn meester te verdedigen en nam als een lafaard de benen? Die onbekende driftkikker was Oedipus, die op deze manier, zij het per ongeluk en totaal onwetend, zijn natuurlijke vader had gedood. Zonder zich dit "geval van wettige zelfverdediging" al te erg aan te trekken, zwierf Oedipus rustig verder in de richting van Thebe.

## Oedipus, koning van Thebe
Toen hij na geruime tijd eindelijk in de stad aankwam, merkte hij niets dan sombere gezichten om zich heen. Hij vernam dat de rechtmatige koning op reis door een roversbende was overvallen en gedood. De laffe bediende had bij zijn terugkeer immers niet durven bekennen dat hij was gevlucht voor één man. De broer van de koningin-weduwe, Creon, intussen als regent aangesteld, had nog steeds geen oplossing gevonden voor het probleem van de sfinx. Zijn oog viel dan ook onmiddellijk op de trotse en gespierde vreemdeling, die weleens de redder in nood zou kunnen zijn voor de beproefde stad. Als Oedipus met het monster kon afrekenen, zo liet hij hem weten, dan mocht hij de echtgenoot van zijn zuster worden, en onmiddellijk het koningschap van hem overnemen.
Oedipus, die toch niets te verliezen had, besloot zich met de sfinx te meten. Het monster hield hem een raadsel voor. Als hij het juiste antwoord kon raden, zou haar macht voor altijd gebroken worden; als hij het antwoord schuldig bleef, zou hij haar zoveelste prooi worden. In een moment van luciditeit begreep Oedipus wat de oplossing van het raadsel was. De goden wensten immers dat het noodlot zijn voltrekking vond en inspireerden zijn verstand. De sfinx stortte zich onmiddellijk van de rotsen te pletter en Thebe was bevrijd. Creon loste zijn belofte in: Oedipus werd koning en trouwde met Iocaste. Zo had hij ongeweten geslachtsgemeenschap met de vrouw uit wier schoot hij geboren was. Het noodlot had zich voltrokken?
De eerste jaren van Oedipus regering verliepen voorspoedig. Hij was een wijs en rechtvaardig vorst, en werd door zijn onderdanen zeer geliefd. Bij Iocaste verwekte hij vier kinderen: twee jongens, de tweeling Eteocles en Polynices, en twee meisjes, Antigone en Ismene. Maar toen brak in Thebe de pest uit en maakte vele slachtoffers onder de burgerbevolking. Een orakel onthulde dat dát een straf van Apollo was, omdat de moord op Laios nooit was gewroken. Oedipus stelde dadelijk een onderzoek in: hij zou de moordenaars wel vinden. Naarmate het onderzoek vorderde, werd de gruwelijke waarheid echter steeds meer duidelijk. Iocaste benam zich in wanhoop het leven. Oedipus besefte uiteindelijk dat hij, door zijn noodlot te willen ontvluchten, het precies in de hand had gewerkt, en daarbij de dood van zijn beide ouders op zijn geweten had: om zichzelf te straffen stak hij zich de beide ogen uit, die toch te veel onheil hadden gezien. Hij deed troonsafstand en liet het regentschap over aan zijn zwager Creon, tot de volwassenheid van zijn beide zonen.

## De kinderen van Oedipus
Blind en hulpeloos leefde Oedipus voortaan verder, overgeleverd aan de welwillendheid van zijn familieleden. Maar dat was eerder een hel voor hem, want zijn beide zonen hadden zulk een afkeer van hem, dat zij met zijn ongeluk de spot dreven en hem slecht behandelden. Enkel zijn dochter Antigone had medelijden en verzorgde hem. Toen zij oud genoeg waren om koning te worden joegen Eteocles en Polynices hun arme vader het land uit. Samen met Antigone begon Oedipus een ellendig zwerversbestaan, maar vóór zijn vertrek sprak hij een vervloeking uit over zijn harteloze zonen: zij waren gedoemd om zich nooit meer met elkaar te verstaan en om elkaar om het leven te brengen. 
Zwervend kwamen Oedipus en Antigone uiteindelijk in de buurt van Athene terecht, waar zij op het gastvrij onthaal van koning Theseus konden rekenen. Daar verdween Oedipus op mysterieuze wijze uit de wereld van de levenden. Na de dood van haar vader keerde Antigone naar Thebe terug, waar zij zich verloofde met Creons zoon Haemon.
Omdat zij een tweeling waren hadden Eteocles en Polynices afgesproken dat zij elk om beurten één jaar zouden regeren. Eteocles kwam het eerst aan de beurt, maar na zijn eerste ambtsperiode weigerde hij de troon over te laten aan zijn broer. Polynices beschouwde dit als een flagrante schending van zijn rechten, en besloot desnoods met de wapens de macht op zijn broer te heroveren. Hij trok naar Argos en wist daar zeven vorsten van zijn gelijk te overtuigen. En zo zag men een groot leger, aangevoerd door zeven strategen, optrekken tegen Thebe, "de Zeven tegen Thebe". De oorlog veroorzaakte - eens te meer - veel leed in Thebe. Uiteindelijk doodden de beide broers elkaar in een tweegevecht. Nu waren er geen Labdaciden meer: de vloek van Oedipus (én die van Pelops) had zich voltrokken...
Na de dood van Oedipus' zonen beklom Creon voor de derde maal, en nu definitief, de vacante troon van Thebe. Als eerste beleidsdaad liet hij het stoffelijk overschot van Eteocles, die zijn vaderstad had verdedigd, met de hoogste staatseer begraven. Maar het lijk van Polynices, die zijn vaderstad de oorlog had verklaard, liet hij eerloos en onbegraven wegrotten, sterker nog, wie het zou wagen het lijk enige eer te bewijzen, zou als een even erge en staatsgevaarlijke vijand beschouwd worden, en met de dood gestraft worden.
Antigone, die ondanks alles in Polynices haar broer bleef zien, negeerde het verbod van Creon en begroef stiekem het lijk, in het besef dat zij alzo de (tijdelijke) menselijke wetten overtrad, maar trouw bleef aan de (eeuwige) goddelijke voorschriften. Zij werd echter betrapt en voor Creon gebracht: de koning stelde met ontzetting vast dat niemand minder dan de verloofde van zijn zoon zijn verbod had genegeerd. Maar omwille van zijn reputatie wilde hij geen genade tonen: hij liet Antigone levend begraven in het graf van haar broer, ondanks het genadeverzoek van zijn zoon Haemon. Toen deze vernam dat zijn verloofde dood was, pleegde hij uit wanhoop zelfmoord: zo was hij in de dood met zijn beminde verenigd. 
Het verhaal van Antigone wordt vertolkt in Sophocles' gelijknamige tragedie.